# 5644 Maureenbell
5644 Maureenbell è un asteroide della fascia principale. Scoperto nel 1990, presenta un'orbita caratterizzata da un semiasse maggiore pari a 3,1267642 UA e da un'eccentricità di 0,1073723, inclinata di 14,30744° rispetto all'eclittica.